# Centurio senex
Centurio senex é uma espécie de morcego da família Phyllostomidae. Pode ser encontrada da Colômbia e Venezuela ao México, incluindo Trinidad e Tobago. É a única espécie do gênero Centurio. Possui a face enrugada e uma caixa craniana que proporciona ao animal uma mordida muito forte. 